# 葛老桥
葛老桥位于中国广西桂林市七星区七星景区北侧灵剑溪。

## 历史
葛老桥始建于明代。传说为葛姓人士募修，故称葛老桥，亦称长寿桥。抗日战争期间毁于战火，1963年重建；1994年扩建为青石圆拱双桥。